# Boge distrikt
Boge distrikt är ett distrikt i Gotlands kommun och Gotlands län. 
Distriktet ligger söder om Slite.

## Tidigare administrativ tillhörighet
Distriktet inrättades 2016 och utgörs av det område som före 1971 utgjorde Slite köping, delen som före 1952 utgjorde Boge socken. 
Området motsvarar den omfattning Boge församling hade vid årsskiftet 1999/2000.